# 王瞳 (五代)
王瞳（?—?），五代十国时后梁大臣。大燕左丞相。

## 生平
王瞳不知其世系，生卒年无考。王瞳原为阁门使。后梁开平五年（911年），后梁太祖朱温任命刘守光为河北道采访使，派遣阁门使王瞳、崇政院受旨史彦群前去册命。刘守光命属官草拟尚父、采访使承受册封之礼。六月初三，属官用唐朝册封太尉的礼仪呈献，刘守光看后，问为什么没有南郊祀天、改变年号的事宜，属官回答：“尚父虽然尊贵，也是天子的臣属，怎能有南郊祀天、改变年号之事？”刘守光大怒，把册仪仍在地上，说：“我领地二千里，将士三十万，可作河北的天子，谁能禁止我！当什么尚父！”命令准备即皇帝位的礼仪，把阁门使王瞳、崇政院受旨史彦群和各道的使者都用刑具拘入狱中，不久又把他们都释放了。八月十三日，刘守光即皇帝位，国号大燕，改年号为应天。任命后梁的使者王瞳为左相，卢龙判官齐涉为右相，史彦群为御史大夫。王瞳后不知所终。

## 同僚
齐涉，卢龙判官，刘守光任命为右相